# The Best of Natacha Atlas
The Best of Natacha Atlas — сборник лучших композиций бельгийской певицы арабского происхождения Наташи Атлас, вышедший в 2005 году.

## Об альбоме
Исполнительница не только подобрала известные песни для сборника, но и решила освежить устаревшие записи, добавив в композиции новые вокальные партии, а также опубликовав несколько ремиксов.

## Список композиций
1. Leysh Nat-Arak (2004 Version)
2. Mon Amie La Rose
3. Eye Of The Duck
4. Ezzay
5. Fakrenha
6. Mistaneek (2004 Edit)
7. Leysh Nat’Arak (TJ Rehmi Remix)
8. You Only Live Twice (Edit)
9. Yallah Chant (Edit)
10. Fun Does Not Exist (2004 Version)
11. I Put A Spell On You
12. Man’s World (Edit)
13. Amulet (Edit)
14. Kidda
15. Leysh Nat’Arak (Dub Mis)
16. Le Printemps (Hidden Track Moustahil Live)